# Булевар Андраши
Булевар Андраши (мађ. Andrássy út) јесте улица у Будимпешти која датира из 1872. године. Повезује Елизабетин трг са Тргом хероја и Градским парком. Одликују га широки тротоари, богати дрвореди и неоренесансне зграде са лепо украшеним фасадама и ентеријером, углавном с краја 19. и почетка 20. века. Део је Унескове светске баштине од 2002. године. Једна је од главних трговачких улица у Будимпешти, са кафићима, ресторанима, позориштима, амбасадама и луксузним бутицима.
Међу најзначајнијим зградама су Мађарска државна опера, бивша балетска школа, Меморијални музеј и архив Золтана Кодаљија, Мађарски универзитет лепих уметности и Музеј уметности источне Азије Ференц Хоп.

## Историја
Одређено је да се изгради 1870. године, да би се паралелна Улица Кирали ослободила густог саобраћаја и да би се ужи делови града повезали са Градским парком. Њена изградња је почела 1872. године, а булевар је свечано отворен 20. августа 1876. године. Реализација је била је спој планова које су предложила три најбоља такмичара Лајос Лехнер, Фригес Фесл и Клеин & Фрасер. Његове палате су градили најугледнији архитекти (предвођени Миклошом Иблом) тог времена, финансирани од стране мађарских и других банкарских кућа. Они су углавном завршени до 1884. године и населили су их углавном аристократе, банкари, земљопоседници и историјске породице. Име је добио 1885. године по главном поборнику плана, премијеру Ђули Андрашију.
Изградња Будимпештанског метроа, прве подземне железнице у континенталној Европи, предложена је 1870. године, пошто се главни град увек противио површинском транспорту на овом путу. Изградња је почела 1894. и завршена је 1896. године, тако да би ова нова линија метроа могла да олакша превоз до Градског парка, главног места прославе миленијума у Мађарској.
Булевар је педесетих година двадесетог века три пута преименован, што је сведочанство брзих политичких промена тог периода. Назван је „Стаљинова улица” (Sztálin út) 1950. године за време совјетске окупације. Током Мађарске револуције 1956. преименована је у „Алеја мађарске омладине“ (Magyar Ifjúság útja). Следеће године владајући комунисти су променили назив у „Улица Народне Републике Мађарске“ (Népköztársaság út). Име Андраши је враћено 1990. године, након краја комунистичке ере у Мађарској.
У септембру 2011. године, државни секретар за културу Геза Соц је званично најавио планове за изградњу нове структуре дуж булевара, у близини Градског парка и постојећег Музеја лепих уметности и  Уметничке хале (Мучарнок). У овој згради би биле смештене збирке садашње Мађарске националне галерије. Овај проширени план, који би користио цео булевар, називао би се Будимпештанска музејска четврт или Андрашијева четврт. Међутим, од те најаве планови су се неколико пута мењали и сада су сведени на три нове музејске зграде око градског парка.

## Делови булевара
Булевар Андраши се састоји од четири главна дела:
1. Од Елизабетиног трга до Октогона: сече се са Великим булеваром и углавном је испуњена продавницама.
2. Од Октогона до Кодаљи Коронда: проширена улицама, садржи углавном стамбена зграде и универзитете.
3. Од Кодаљи Коронда до Бајза улице: још је више проширена, а стамбене зграде су окружене малим вртовима.
4. Од Бајзе улице до Градског парка: иста ширина; виле окружене баштама, и неколико амбасада.

## Значајна места
- Мађарска државна опера
- Дрехслер палата
- „Пештански Бродвеј“: раскрсница улице Нагимезо са четири изузетна позоришта на четири угла
- Трг Франца Листа: трг са Музичком академијом Франц Лист и мноштвом кафића
- Октагон раскрсница: сече се са Великим булеваром
- Трг Кодаљи Коронд
- Кућа терора
- Спомен кућа Франца Листа и стара Музичка академија
- Меморијална кућа Золтана Кодаљија
- Висока школа лепих уметности
- Музеј уметности источне Азије Ференц Хоп
- Трг хероја: улаз у Градски парк, са миленијумским спомеником, Палата уметности, Музеј лепих уметности
- Недавно отворене светски познате луксузне модне продавнице као што су Долче & Габана, Луис Витон, Армани, Гучи и др.